# Дубровское городское поселение (Ленинградская область)
Дубро́вское городское поселение — муниципальное образование в составе Всеволожского района Ленинградской области.
Административный центр — посёлок Дубровка.
Главой поселения является Куликова Татьяна Геннадьевна, глава администрации — Марков Дмитрий Николаевич. Телефон администрации: 8 (81370) 76-241.

## Географические данные
Общая площадь: 687 га
- Расположение — южная часть Всеволожского района
- Граничит — с Колтушским городским поселением
- По территории поселения проходит железная дорога Мельничный Ручей — Петрокрепость — Невская Дубровка, конечная остановка.
- По территории поселения проходит автомобильная дорога 41К-067 (Новая Пустошь — Невская Дубровка)
- Расстояние от административного центра поселения до районного центра — 34 км[2].

## История
Дубровское городское поселение образовано 1 января 2006 года в соответствии с областным законом № 17-оз от 10 марта 2004 года.

## Население
| 2006  | 2010  | 2011  | 2012  | 2013  | 2014  | 2015  |
| ----- | ----- | ----- | ----- | ----- | ----- | ----- |
| 5400  | ↗7116 | ↘7114 | ↗7141 | ↗7428 | ↗7531 | ↘7403 |
| 2016  | 2017  | 2018  | 2019  | 2020  | 2021  | 2023  |
| ↗7416 | ↗7498 | ↗7601 | ↗7787 | ↗7851 | ↗8191 | ↗8420 |
| 2024  | 2025  |       |       |       |       |       |
| ↗8465 | ↗8516 |       |       |       |       |       |

## Состав городского поселения
| № | Населённый пункт | Тип населённого пункта | Население    |
| - | ---------------- | ---------------------- | ------------ |
| 1 | Дубровка         | городской посёлок      | ↗7876 (2025) |
| 2 | Пески            | посёлок                | ↘640 (2025)  |

## Экономика
На территории муниципального образования работают: ООО «Завод Невский Ламинат», ООО «Вави-Нева», ООО «Дубрава», ООО «Борстройблок», ООО «Гран», ООО «Завод „Невский карьер“», ООО «Технофлот», ООО «АТП-2», ООО «Бизон», ООО «Биотек», ООО «Герион», ООО «ИКС Бирс», ООО «КомПоставка», ООО «Наш Дом», ООО «ПроСистемс».

## СМИ
Выходит газета «Вести Дубровки».